# Китриш, Михаил Егорович
Михаил Егорович Ки́триш (род. 1936) — советский и украинский гончар, скульптор, заслуженный мастер народного творчества УССР (1985), лауреат Национальной премии Украины имени Тараса Шевченко (1999).

## Биография
Родился 21 октября 1936 года в Опошне (ныне Полтавская область, Украина) в семье гончара: отец Егор и дед Василий были местными мастерами. Лепкой увлекся в 12-летнем возрасте, когда тяжело заболел и был прикован к кровати. Начал лепить свистульки, за работой забывал о болезни. Впоследствии гончарному делу учился у Иосифа Степановича Марехи, где в совершенстве освоил технологию производства, технику ангобирования, глазурования, рисунки.
С 1963 года начал работать на заводе «Художественная керамика» гончаром, мастером творческой лаборатории. С тех пор экспонирует работы на областных, республиканских, всесоюзных и международных выставках, а в 1981 году имел первую персональную выставку в 140 работ. На заводе Михаил Егорович встретил и свою будущую жену Галину.
Соинициатор основания в Опошне художественных учебных заведений: детской студии «Солнечный круг» (вместе с Галиной Редчук), Опошнянского филиала Решетиловского художественного училища № 28, Государственной специализированной художественной школы-интернат «Коллегиум искусств в Опошне».
В 2011 году в Опошне состоялась выставка, посвященная 75-летию со дня рождения известного гончара.
В 2011 году Указом Президента Украины назначена двухлетняя стипендия опошнянскому художнику. Член Национального союза художников Украины (с 1971 года). Член Национального союза мастеров народного искусства Украины (с 1998 года).

## Награды и премии
- Заслуженный мастер народного творчества УССР (1985);
- Премия имени Даниила Щербаковского (1995);
- Государственная премия Украины имени Тараса Шевченко (1999) — за циклы произведений опошненской керамики
- Герой Полтавщины